# 1. slovenská národní hokejová liga 1978/1979
1. slovenská národní hokejová liga 1978/1979 byla 10. ročníkem jedné ze skupin československé druhé nejvyšší hokejové soutěže.

## Systém soutěže
Všech 12 týmů se utkalo čtyřkolově každý s každým (celkem 44 kol). Tým na prvním místě se utkal s vítězem 1. ČNHL v sérii na tři vítězné zápasy. Vítěz této série postoupil do nejvyšší soutěže.
Poslední tým po základní části sestoupil do divize. V případě sestupu slovenského týmu z nejvyšší československé soutěže by sestupoval i předposlední tým.

## Základní část
| Poř. | Tým                            | Zápasy | Výhry | Remízy | Prohry | Skóre   | Body |
| ---- | ------------------------------ | ------ | ----- | ------ | ------ | ------- | ---- |
| 1.   | Spartak ZŤS Dubnica nad Váhom  | 44     | 29    | 6      | 9      | 202:117 | 64   |
| 2.   | Plastika Nitra                 | 44     | 27    | 3      | 14     | 202:136 | 57   |
| 3.   | PS Poprad                      | 44     | 27    | 3      | 14     | 197:145 | 57   |
| 4.   | Iskra Smrečina Banská Bystrica | 44     | 25    | 5      | 14     | 203:164 | 55   |
| 5.   | ZVL Skalica                    | 44     | 20    | 5      | 19     | 210:182 | 45   |
| 6.   | Strojárne Martin               | 44     | 19    | 7      | 18     | 195:189 | 45   |
| 7.   | ŽS Spišská Nová Ves            | 44     | 19    | 4      | 21     | 154:152 | 42   |
| 8.   | LB Zvolen                      | 44     | 18    | 4      | 22     | 144:176 | 40   |
| 9.   | Partizán Liptovský Mikuláš     | 44     | 18    | 3      | 23     | 167:181 | 39   |
| 10.  | ZVL Žilina                     | 44     | 15    | 6      | 23     | 167:200 | 36   |
| 11.  | MEZ Michalovce                 | 44     | 16    | 3      | 25     | 181:216 | 35   |
| 12.  | TS Topoľčany                   | 44     | 5     | 3      | 36     | 128:292 | 13   |

- Tým Spartak ZŤS Dubnica nad Váhom postoupil do kvalifikace o nejvyšší soutěž, kde se utkal s vítězem 1. ČNHL TJ Škoda Plzeň, se kterým však prohrál 1:3 na zápasy (4:2, 1:6, 3:6, 0:6).
- Tým TS Topoľčany sestoupil do krajského přeboru. Nováčkem od dalšího ročníku se stal vítěz hokejových divizí ZPA Prešov.

## Kádr Spartaku ZŤS Dubnica nad Váhom
- Brankaři: Meliško, J. Kobezda, Poláček
- Hráči v poli: Bórik, A. Matuška, Král, P. Kobezda, Hampl, Korienok, Milistenfer, Paštinský, M. Kováčik, Šmejkal, J. Matuška, Doktor, Holovič, M. Hlinka, Cisár, J. Hanták, Valenta, Pažítka, Fabuš, V. Ružička
- Trenéři: E. Macoszek, J. Tanoczký